# Les quatre cròniques
|  | Aquest article tracta sobre l'obra d'Antoni Tàpies. Si cerqueu les cròniques de Jaume I, Bernat Desclot, Ramon Muntaner i Pere el Cerimoniós, vegeu «Les quatre grans Cròniques». |

Les quatre cròniques és una obra de l'artista català Antoni Tàpies que presideix la Sala Tarradellas, una sala de reunions del Palau de la Generalitat de Catalunya. Al voltant de la taula es feien les trobades del govern de Josep Tarradellas.

## Descripció
L'obra que presideix la Sala Tarradellas del Palau de la Generalitat és un enorme fris de dos metres i mig d'alçada per sis de llarg, obra d'Antoni Tàpies, que porta per títol Les quatre cròniques. El plafó es divideix en quatre parts, cada una dedicada a una crònica. A cada plafó hi ha indicacions simbòliques sobre el text al qual es refereix, i en recull una cita en forma de frase breu.
Començant per l'esquerra, el primer està dedicat a la Crònica del rei Jaume I, conqueridor de les Illes Balears i València. «J1» al·ludeix a Jaume I i el text «fe sense obres morta és» prové de l'epístola de Sant Jaume que apareix a l'inici d'aquesta obra.
El segon plafó correspon a la Crònica de Bernat Desclot, dedicada al rei Pere el Gran. La referència al rei és la pota de cavall, ja que Pere el Gran es va caracteritzar pel seu afany expedicionari. El text és «dels grans fets e de les conquestes», del pròleg de l'obra. La tercera Crònica és la de Ramon Muntaner, noble català que va participar en diverses expedicions mediterrànies. La imatge de les quatre barres recorda una frase de l'almirall Corral Llança, quan va dir que ni els peixos s'atrevirien a nedar pel mar sense mostrar la divisa dels reis
catalans. El text és «què us diré», una expressió que utilitza sovint Muntaner al llarg del llibre. El darrer plató està dedicat a la Crònica de Pere III el Cerimoniós (PIII), amb un text alegòric del llibre bíblic dels Reis: «Em tragué de la gola del lleó e de la grapa de l'ós».

## Anàlisi
El gran quadre és, doncs, el record d'un passat gloriós fet amb la cal·ligrafia moderna d'un dels grans artistes dels nostres temps, caracteritzada per l'austeritat, els materials senzills, les textures naturals, i un humanisme ambiciós però conscient dels seus límits, reflexiu i profund. Sota el testimoni d'aquesta pintura s'hi fan les reunions del Consell Executiu de la Generalitat, l'òrgan de govern de la primera institució catalana.